# Get Low (canción de Zedd y Liam Payne)
«Get Low» es una canción del DJ y productor de discos ruso-alemán Zedd y del cantante y compositor inglés Liam Payne. La canción fue escrita por Charles Hinshaw, Zedd, Tristan Landymore y Fabienne Holloway, con la producción a cargo de Zedd. Fue lanzado el 6 de julio de 2017, a través de Interscope Records. A partir de septiembre de 2017, «Get Low» ha movido alrededor de 61,800 copias digitales en los Estados Unidos según Nielsen SoundScan.

## Fondo
En una entrevista con Beats 1, Zedd describió la canción como su definición de una canción de verano, y tiene un "sonido influenciado por Drake".

"Creamos una canción que diría que es probablemente la canción con la influencia más urbana que he hecho, es increíblemente pegadiza y siento que vas a odiarla después de un tiempo porque es muy pegadiza. Creo que es un buen equilibrio entre a dónde va con su proyecto en solitario y a dónde voy con mi propia música."

Describió la colaboración similar a lo que hizo con Alessia Cara para su sencillo anterior  "Stay". "Sin Liam, nunca podría haber terminado esta canción. Realmente la arrastró hacia una dirección que no tendría, y me encanta donde está". El 3 de julio de 2017, ambos artistas confirmaron la fecha de lanzamiento de la canción en las redes sociales. Junto con la obra de arte del sencillo, en la que se presentaron palmeras rosadas y un cielo azul claro.

## Composición
«Get Low» es una canción de club-pop de baile tropical de rápida separación que contiene percusión ligera y una línea de sintetizador de house tropical. En medio de letras sexualmente cargadas, Payne habla con un posible amante sobre los sintetizadores "boyantes" en el coro.

## Recepción crítica
Escribiendo para Billboard, Sadie Bell sintió que la canción "te lleva a un viaje al paraíso inspirado por su bajo y su fantástica producción". Bell escribió que la canción se siente como "la banda sonora de una escapada de verano", con la interpretación pop "madura" de Payne y las letras "sensuales" de la canción. Jon Blistein, de Rolling Stone, describió la canción como "sensual y ágil", y Nick Roman, de Entertainment Weekly, la calificó de "mermelada de verano". Allison Bowsher, de Much, sintió que el dúo tiene "un gusano de buena fe en sus manos", donde Payne entregó letras sexualmente cargadas "con actitud". Escribiendo para Spin, Rob Arcand lo calificó como una "improvisada casa de verano que seguramente conquistará las ondas de radio casi inmediatamente" donde Payne "canta con una arrogancia más grande que cualquiera de sus trabajos con One Direction". Erin Jensen, de USA Today, opinó que aunque las letras carecen de "profundidad", el "himno de verano pegadizo" tiene un ritmo "muy bailable", que sirve como "una banda sonora perfecta para un día en la piscina o una noche en el club". Mike Neid, de Idolator, criticó la falta de "una gota o un bajo más pesado", mientras que Joe Anderton, de Digital Spy, opinó que el ambiente de pop tropical "no es exactamente revolucionario".

## Posicionamiento en listas
| Lista (2017)                                | Mejor posición |
| ------------------------------------------- | -------------- |
| Alemania (Media Control AG)                 | 75             |
| Australia (ARIA)                            | 39             |
| Austria (Ö3 Austria Top 40)                 | 54             |
| Bélgica (Flandes) (Ultratip Bubbling Under) | 22             |
| Bélgica (Valonia) (Ultratip Bubbling Under) | 25             |
| Canadá (Canadian Hot 100)                   | 50             |
| Escocia (Scottish Singles Sales Chart)      | 21             |
| Eslovaquia (Rádio Top 100)                  | 68             |
| Estados Unidos (Billboard Hot 100)          | 91             |
| Estados Unidos (Hot Dance Club Songs)       | 29             |
| Estados Unidos (Hot Dance/Electronic Songs) | 11             |
| Estados Unidos (Mainstream Top 40)          | 23             |
| Filipinas (Philippine Hot 100)              | 74             |
| Francia (SNEP)                              | 180            |
| Hungría (Stream Top 40)                     | 37             |
| Irlanda (IRMA)                              | 37             |
| Japón (Japan Hot 100)                       | 64             |
| Nueva Zelanda (RMNZ)                        | 2              |
| Países Bajos (Mega Single Top 100)          | 81             |
| Paraguay (Monitor Latino)                   | 18             |
| Polonia (Polish Airplay Top 100)            | 42             |
| Portugal (AFP)                              | 42             |
| Reino Unido (UK Singles Chart)              | 26             |
| República Checa (Singles Digitál Top 100)   | 38             |
| República Checa (Rádio Top 100)             | 44             |
| Eslovaquia (Singles Digitál Top 100)        | 32             |
| Suecia (Sverigetopplistan)                  | 43             |
| Suiza (Schweizer Hitparade)                 | 54             |